# Charles Boëyé
Charles Eugène Boëyé (Sint-Niklaas, 1 maart 1836 - Sint-Joost-ten-Node, 20 september 1907) was een Belgisch senator en burgemeester.

## Levensloop
Boëyé was van beroep suikerfabrikant. In 1869 stichtte hij een suikerfabriek in Kallo. Hij trouwde met een dochter uit de familie Van Landeghem die over een riant landhuis beschikte in Kallo en vestigde er zich.
Van 1868 tot 1891 en van 1896 tot 1905 was hij gemeenteraadslid en burgemeester van Kallo.
In mei 1900 werd hij verkozen tot liberaal volksvertegenwoordiger voor het arrondissement Dendermonde - Sint-Niklaas en vervulde dit mandaat tot aan zijn dood.